# Акулов, Василий Андреевич
Василий Андреевич Акулов (1854—1921) — русский военный деятель, генерал-лейтенант.

## Биография
Родился 16 марта 1854 года. Православный. Из дворян Смоленской губернии. Причислен к войсковому сословию Кубанского Казачьего Войска, станицы Сторожевой.
- Образование получил в Полоцкой военной гимназии.
- В службу вступил 10.08.1872.
- Окончил 2-е военное Константиновское училище (1874; по 2-му разряду).
- Выпущен в 1-й Полтавский полк Кубанского Казачьего Войска (ККВ). Хорунжий (пр. 07.08.1874; ст. 07.08.1874).
- Участник русско-турецкой войны 1877—1878.
- Сотник (пр. 15.10.1877; ст. 15.10.1877; за боевые отличия).
- Участник кампаний 1879, 1880—1881 в Средней Азии.
- Есаул (пр. 20.01.1881; ст. 20.01.1881; за отличие).
- Окончил офицерскую кавалерийскую школу «успешно» (1883).
- Войсковой старшина (пр. 26.02.1892; ст. 26.02.1892).
- Командовал сотней (7 лет и 14 дней). Помощник командира полка (6 лет, 8 месяцев и 27 дней).
- Командующий 2-м Хопёрским полком ККВ (с 29.07.1897).
- Временно и. д. Атамана Баталпашинского отдела ККВ (1898—1899).
- Полковник (пр. 1901; ст. 26.04.1901; за отличие).
- Командир 1-го Уманского полка ККВ (26.04.1901—23.07.1907).
- Участник русско-японской войны 1904—1905.
- Генерал-майор (пр. 02.12.1906; ст. 02.12.1906; за боевые отличия).
- Командир 2-й бригады 2-й казачьей сводной дивизии с зачислением по Терскому Казачьему Войску (ТКВ) (с 23.07.1907).
- На 01.07.1908 в том же чине и должности.
- Произведен в чин генерал-лейтенанта (16.03.1913) с увольнением по возрастному цензу от службы с мундиром и пенсией.
- После начала первой мировой войны — 09.08.1915 возвращен на службу тем же чином (ст. 25.04.1917).
- Состоял в резерве чинов при штабе Минского Военного Округа (позже — Одесского Военного Округа).
- И. д. генерала для поручений при командующем войсками Омского Военного Округа (с 07.05.1916).
- На 10.07.1916 в том же чине и должности.
- Временно и. д. начальника Омской местной бригады (12.1916—01.1917).
- Управляющий Каинским запасом на правах начальника дивизии (31.03.1917).
- Уволен от службы (18.11.1917).

Умер в ноябре 1921 года.
Был женат и имел шестерых детей.

## Награды
Ордена:
- Святого Станислава 3-й степени с мечами и бантом (09.11.1877);
- Святой Анны 3-й степени с мечами и бантом (30.06.1878);
- Святого Станислава 2-й степени с мечами (21.06.1881);
- Святого Владимира 4-й степени с мечами и бантом (21.06.1881);
- Святой Анны 2-й степени (25.01.1884);
- Святого Владимира 3-й степени с мечами (1905);
- Святого Станислава 1-й степени (06.12.1909);
- Святой Анны 1-й степени (06.12.1916).

Оружие:
- Золотое оружие (ВП 14.06.1906);